# Ihar Boki
Ihar Boki (biał. Ігар Аляксандравіч Бокій; ur. 28 czerwca 1994 r.) – słabowidzący białoruski pływak paraolimpijski. Brał udział w Paraolimpiadach 2012 i 2016 i zdobył 11 złotych medali. Od lutego 2013 r. posiada rekordy świata na długich trasach S13 w biegach na 100, 200 i 400 m stylem dowolnym, 50 i 100 m stylem grzbietowym oraz 200 m stylem zmiennym. W 2018 roku został nazwany Światowym Niepełnosprawnym Pływakiem Roku przez Swimming World.